# Wilhelm Fridolin Volkmann
Wilhelm Fridolin Volkmann (1874 adlad Volkmann von Volkmar), född 1822 i Prag, död där den 13 januari 1877, var en österrikisk filosof.
Volkmann, som var professor i sin hemstad sedan 1856, tillhörde Herbarts skola och sökte särskilt använda den herbartska realismens principer inom psykologin. 
Hans huvudarbete är Grundriss der Psychologie vom Standpunkt des philosophischen Realismus (1856; 2:a upplagan med titeln Lehrbuch... i 2 band, 1875; 3:dje upplagan i 2 band 1884-85, 4:e upplagan 1894). 